# Trichopterolog
Trichopterolog – naukowiec, entomolog zajmujący się badaniem chruścików (Insecta: Trichoptera). W szerszym rozumieniu to także osoba interesująca się (amator, hobbysta) tą grupą owadów, choć nie prowadząca samodzielnie czynnych badań. W badaniach terenowych trichopterolog posługuje się typowym sprzętem entomologicznym: siatką entomologiczną, czerpakiem entomologicznym, pułapką typu Malaise, lampą i ekranem do odłowów do światła, czerpakiem hydrobiologicznym (larwy), a także aparatem fotograficznym, dyktafonem. W badaniach laboratoryjnych trichopterolog wykorzystuje typową aparaturę: mikroskop, mikroskop stereoskopowy. Trichopterolodzy wykorzystują także laboratoryjne hodowle i eksperymenty.
Szacunkowo na całym świecie jest ok. 300–400 trichopterologów, w Polsce ok. 5–7 aktualnie aktywnych naukowo.

## Polscy trichopterolodzy
- Józef Dziędzielewicz
- dr Maria Racięcka
- dr Wanda Szczepańska
- prof. Cezary Tomaszewski,
- prof. Bronisław Szczęsny
- dr Wanda Riedel
- dr hab. Stanisław Czachorowski
- dr hab. Janusz Majecki
- dr Katarzyna Majecka
- dr Lech Pietrzak
- dr Mariusz Tszydel
- dr Edyta Buczyńska